# Sant Miquel de la Joncosa
Sant Miquel de la Joncosa és l'església parroquial del Montmell, inclosa a l'Inventari del Patrimoni Arquitectònic de Catalunya.

## Descripció
L'església parroquial és situada dins el nucli urbà de la Joncosa del Montmell. És una església molt petita que data, segons una inscripció que hi ha a la portalada, de 1862. Està formada per tres naus, una de central i dues de laterals. Té una sèrie d'arcs escarsers i de columnes amb funció decorativa. El seu campanar, de poca alçada i acabat en punxa, és una torre vuitavada amb finestres d'arcs d'ogiva.

## Història
L'actual església de la Joncosa és una petita ermita fundada per Joan Ventosa, fill del poble, que fou ordenat sacerdot després de quedar-se vidu. Data de 1862 i actualment és utilitzada com a església parroquial.
Per altra banda, el poble volia construir una església i ho va intentar l'any 1904, però l'edificació no fou acabada. Es poden veure els arcs de mig punt, esquelet de les naus de la nova església. Avui dia, el solar dedicat a la construcció de l'església s'ha convertit en una petita plaça adossada a l'ermita.